# Сан-Клементе-а-Казаурия
Аббатство Сан-Клементе-а-Казаурия (итал. Abbazia di San Clemente a Casauria) — мужской монастырь Ордена Бенедиктинцев (OSB) в коммуне Кастильоне-а-Казаурия на территории архиепархии Пескара-Пенне под юрисдикцией Римско-католической церкви. Основан в 871 году Людовиком II Младшим, королём Италии.

## История
Аббатство Сан-Клементе-а-Казаурия было основано Людовиком II Младшим, королём Италии в 871 году по обету, данному им во время плена в герцогстве Беневенто. Оно было построено им на острове посереди реки Пескара, близ руин древнеримского города Интерпромиум. С самого основания в нём подвизались монахи-бенедиктинцы. Вначале монастырь был освящён в честь Святой Троицы. В 872 году, после положения в нём частиц мощей святого Климента, аббатство было снова освящено, теперь уже в честь этого святого.
В 920 году монастырь безуспешно осаждали арабы-мусульмане. В 1076 году он был разрушен норманном Югом Момузе, графом Маноппелло. В 1105 году аббат Гримоальд начал реконструкцию церкви, которая была торжественно освящена в том же году. Работы по реконструкции были завершены только во второй половине XII века под руководством аббата Леонате.
Землетрясение 1348 года причинило аббатству значительный ущерб. Здания монастыря утратили часть своего декора. При восстановлении, длившемся столетие, многие архитектурные детали были изменены.
Во время землетрясения в Л’Акуиле 6 апреля 2009 года, монастырю снова был причинён значительный ущерб. Реставрационные работы были завершены 8 апреля 2011 года.

## Описание
Фасад предваряет выступающий портик с колоннами с капителями. Под портиком расположены три портала, большой в центре и малые по бокам. В люнете и архитраве большого портала резные изображения сцен из жизни Святого Климента и истории аббатства. Бронзовые ворота состоят из 72 панелей с разными изображениями из библейской истории. Изображение герба рода Кантельмо слева на стене при входе в аббатство.
Интерьер состоит из трех нефов с полукруглой апсидой. Алтарь сделан из большого раннехристианского саркофага и увенчан киворием XIV века. В крипте сохранились следы от церкви монахов-бенедиктинцев XII века, разделённые двумя апсидальными перилами.